# Ørvad (Hørby Sogn)
 For alternative betydninger, se Ørvad. (Se også artikler, som begynder med Ørvad)
Ørvad i Hørby Sogn (tidligere Dronninglund Herred, Nordjyllands Amt) består af gårdene Nørre Ørvad, Søndre Ørvad, Vestre Ørvad og Lille Ørvad.

## Etymologi
Gården kendes i 1560 som Øruad. Efterleddet kan være "-vad" i betydningen "vadested" mens forleddet "ør" betyder "grus".

## Historie
Ørvad bestod i 1682 af en enkelt gård. Det samlede dyrkede areal udgjorde 137 tønder land skyldsat til 12,77 tønder hartkorn. Ørvad lå nær grænsen for moræne- og yoldiafladen i Vendsyssel Den senglaciale marine flade kendetegnes på dette sted ved mange radiære vandløb, der har deres udspring i bakkelandet. Et af disse vandløb løber forbi Ørvad og har formentlig givet stedet dets navn. En gammel vejlinje har ført fra Hørby Kirke forbi Ørvad og Sveje til Volstrup Kirke og derefter til Sæby.